# Selliguea ebenipes
Selliguea ebenipes är en stensöteväxtart som först beskrevs av William Jackson Hooker, och fick sitt nu gällande namn av S.Linds. Selliguea ebenipes ingår i släktet Selliguea och familjen Polypodiaceae. Utöver nominatformen finns också underarten S. e. oakesii.